# جواد بوشهری
جواد بوشهری (۱۲۷۲ بوشهر – ۱۳۵۱) ملقب به امیرهمایون سرمایه‌دار، دولتمرد و قانونگذار دوره پهلوی و وزیر راه کابینه اول دولت ملی محمد مصدق بود. او یکی از اعضای اتاق بازرگانی، صنابع، معادن و کشاورزی تهران بود.
در یادداشت های اسدالله علم ذیل خاطرات مورخ ۱۳۵۲/۲/۵ آمده است: « عرض کردم سناتور جواد بوشهری فوت کرد. بیچاره مرد طماع و حریص عجیبی بود. ده سال به عنوان رئیس شورای جشن ها حقوق گرفت و کاری نکرد تا بالاخره شاهنشاه به من فرمودند کار را انجام دهم و به حمدالله انجام شد. دو روز قبل از فوت به دیدنم آمده بود و با حال لرزان و لوله مصنوعی در مثانه از من کاراکتیو میخواست. یاللعجب!…

## زندگی‌نامه

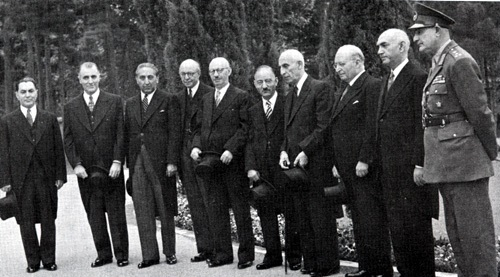
جواد بوشهری در كابينه دكتر محمد مصدق. از راست: محمد‌علي وارسته، باقر كاظمي، دكتر مصدق،دكتر حسن ادهم،علي هيئت، حسنعلي فرمند،جواد بوشهري، سرلشكر زاهدي، دكتركريم سنجابي

پدرش حاج محمد معین‌التجار بوشهری از سرمایه داران بزرگ حاشیه خلیج فارس بود. خودش نیز پس از تحصیل تجارت و اقتصاد در اروپا همچون پدر به بازرگانی پرداخت و همزمان به محافل سیاسی در تهران رفت‌و‌آمد داشت. در جریان کودتای سوم اسفند ۱۲۹۹ بازداشت شد و تا پایان حکومت صد روزه سید ضیاءالدین طباطبایی زندانی بود.
او پس از سقوط دولت سیدضیاء در ۱۳۰۰ آزاد شد و از اعضای مجلس مؤسسانی بود که در ۱۳۰۴ به انقراض قاجاریه رأی مثبت داد. با این حال که از حامیان رضاخان پهلوی بود، چون دیگر یاران وی مورد غضب واقع شد و حتی شاه قصد بازداشت او را داشت اما بوشهری که احساس خطر می‏‌کرد در ۱۳۱۲ از ایران به اروپا گریخت و تا زمان سقوط رضاشاه در آنجا مقیم بود. 

بوشهری در سال ۱۳۰۷ در انتخابات دوره هفتم مجلس شورای ملی به نمایندگی تهران انتخاب شد اما تنها در آن سال او در مجلس حضور داشت و پس از آن به مجلس نرفت. در دوره‌های بعد نیز در راهیابی به مجلس ناکام ماند.
در ۱۳۲۵ محمدرضا پهلوی او را به استانداری فارس منصوب کرد و از سال ۱۳۲۶ در کابینه احمد قوام وزیر پست و تلگراف، در کابینه عبدالحسین هژیر وزیر کشاورزی و در کابینه محمد مصدق وزیر راه شد. در انتخابات دوره هفدهم مجلس شورای ملی بار دیگر از تهران به نمایندگی انتخاب شد. پس از آن تا هنگام مرگ نماینده انتخابی دوره‌های مختلف مجلس سنا بود.
جواد بوشهری در سال ۱۳۵۰ مدیریت جشنهای ۲۵۰۰ ساله شاهنشاهی را عهده‌دار شد. او در اواخر عمر دچار شکست مالی شد و بانک ملی بخش از املاک و اموالش را بابت طلب‌هایش تصاحب کرد.
بوشهری در سال ۱۳۵۱ درگذشت.